# Micraster
Genre
Synonymes
- † Pycnaster Pomel, 1883
- † Paramicraster Maczynska, 1968

Micraster est un genre éteint d'oursins du Crétacé, appartenant à la famille des Micrasteridae dont il est le type de référence.

## Morphologie
Particularités : 4 gonopores, fasciole sous-anal ovoïde.

Test de Micraster brevis.

## Répartition

### Stratigraphie
Extension stratigraphique : Turonien (Crétacé supérieur) - Thanétien (Paléocène), soit environ entre il y a entre 100,5 ± 0,1 et 56,0 Ma (millions d'années).

### Géographie
On retrouve ce genre en Afrique, Antarctique, Europe, et en Amérique du Nord.

### Archéologie
Dans le nord-ouest de l'Europe, où les fossiles de Micraster sont très abondants dans les sols crayeux, les hommes de l'âge de bronze utilisaient ces animaux pétrifiés comme talismans

## Systématique
- Le genre a été décrit par le naturaliste américano-suisse Louis Agassiz en 1832[3].
- L'espèce type pour ce genre est : Micraster coranguinum (Leske, 1778).

### Taxinomie
| Selon Echinologia : - Micraster aturicus Hébert in Seunes, 1891 - Micraster brevis Desor dans Agassiz & Desor, 1847 - Micraster coranguinum (Leske, 1778) -- Espèce type pour le genre. ... - Micraster corbaricusLambert, 1895 - Micraster cortestudinarium (Goldfuss, 1826) - Micraster decipiens (Bayle, 1878) - Micraster douvillei Lambert, 1920 - Micraster glyphus Schlüter, 1869 - Micraster gourdoni Cotteau, 1869 - Micraster larteti Munier Chalmas, 1895 - Micraster leskei Desmoulins, 1837 - Micraster mengaudi (Lambert, 1920) - Micraster turonensis (Bayle, 1878) | Selon World Register of Marine Species (2 mai 2014) : - sous-genre Micraster (Gibbaster) Gauthier, 1887 † - Micraster norfolkensis Smith & Wright, 2012 - Micraster burgiensis Lambert, 1935f † - Micraster coravium Moskvin & Poslavskaya, 1959 † - Micraster depressus Kongiel, in Kongiel & Matweijewówna, 1937 † - Micraster desori Odum, 1926 † - Micraster elevatus Sánchez Roig, 1949 † - Micraster gappi Kühn, 1925 † - Micraster leskei d'Orbigny, 1855 † - Micraster piriformis Böhm, 1927 † - Micraster subglobosus Moskvin & Poslavskaya, 1959 † - Micraster trangahyensis Lambert, 1936c † - Micraster uddeni Cooke, 1953 † - Micraster vistulensis Kongiel, 1950 † |

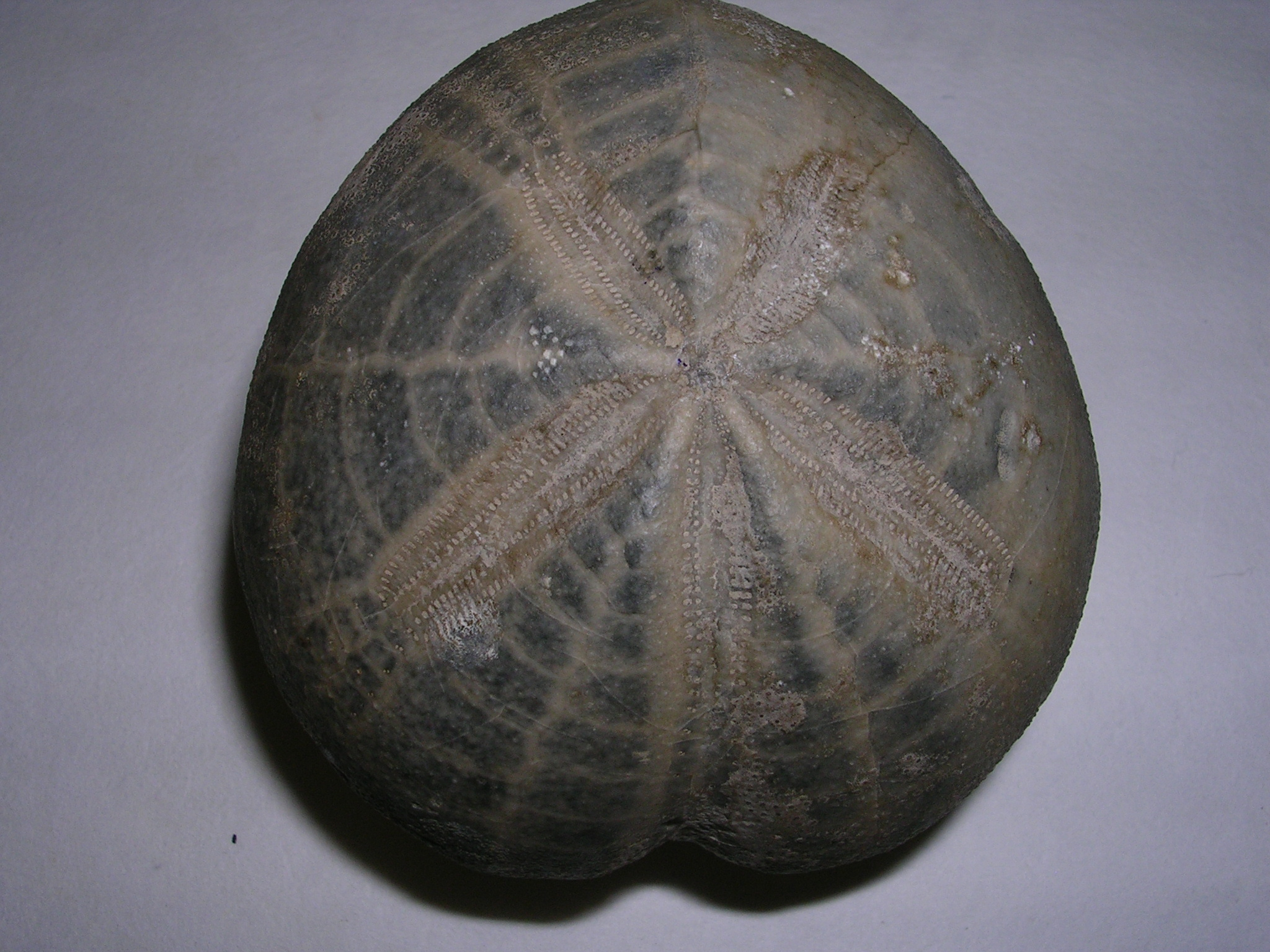
Micraster coranguinum
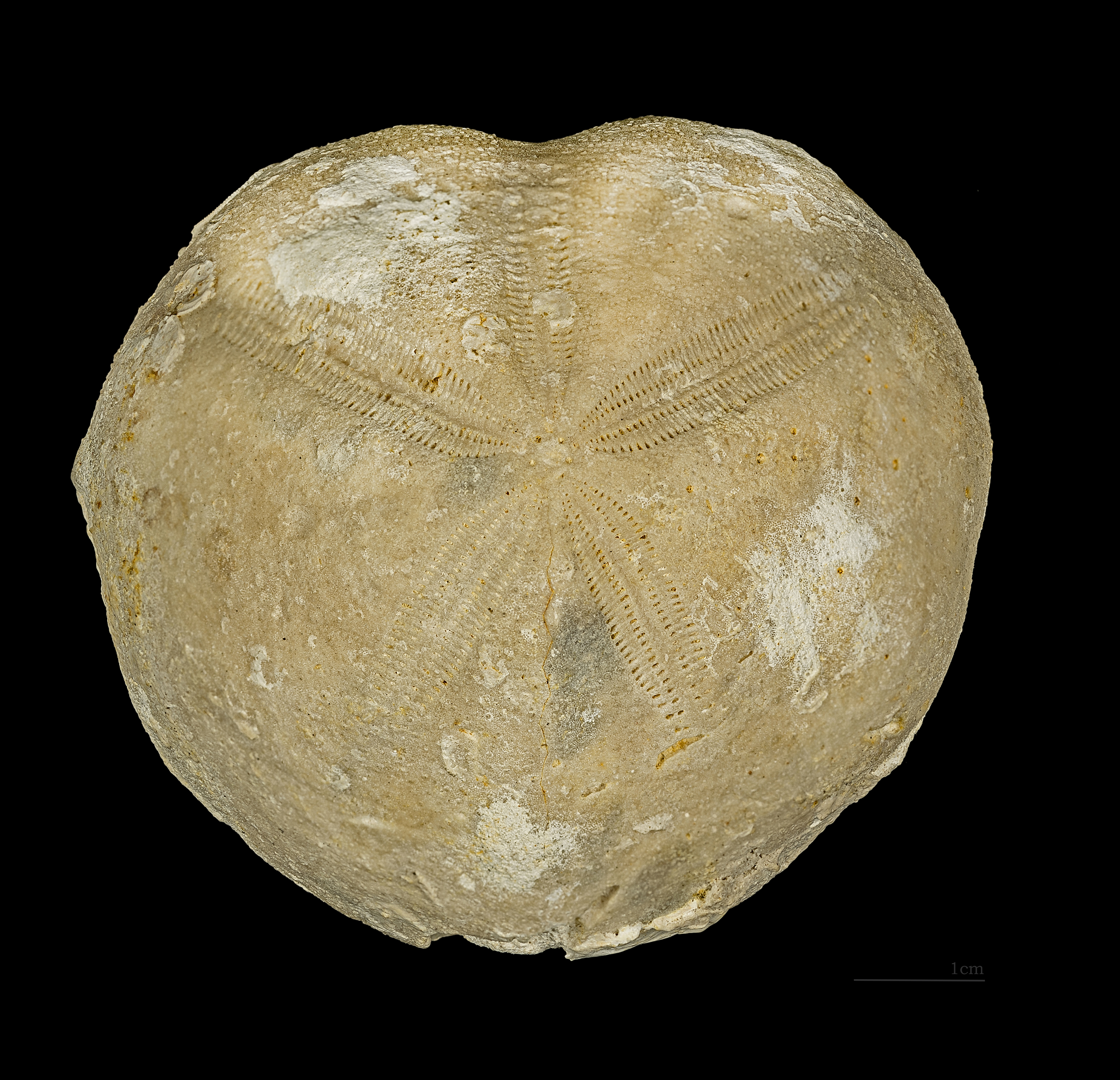
Micraster brevis MHNT
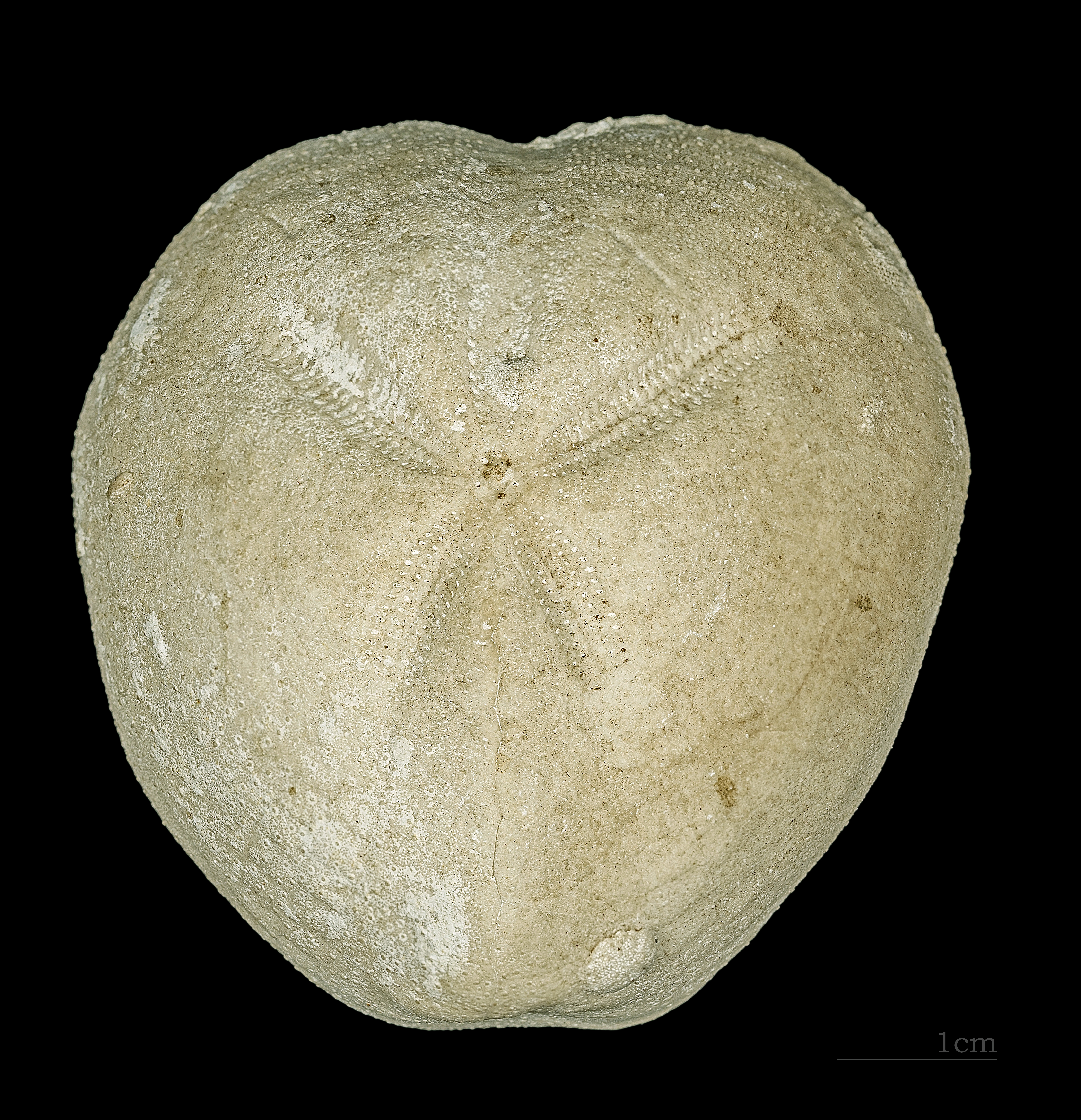
Micraster decipiens MHNT
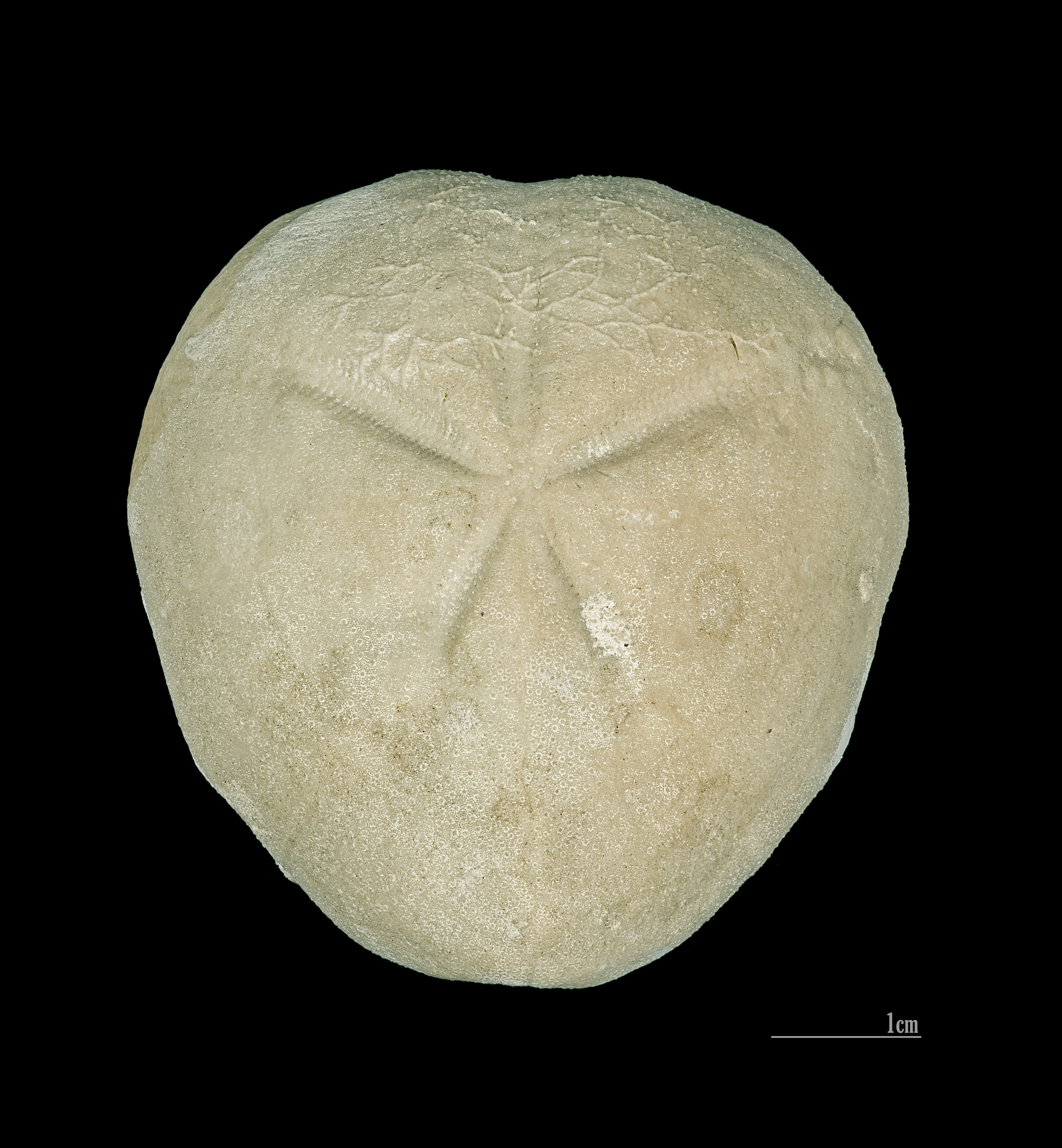
Micraster leskei MHNT